# Ornithogalum fischerianum
Ornithogalum fischerianum là một loài thực vật có hoa trong họ Măng tây. Loài này được Krasch. mô tả khoa học đầu tiên năm 1935.